# Guerra galata

Galata suicida, dopo aver ucciso la moglie si infila la spada nella clavicola per non diventare schiavo del nemico, Palazzo Altemps

La guerra galata è stata una guerra combattuta nel 189 a.C. fra i Galati e la Repubblica romana supportata dalla sua alleata Pergamo. La guerra fu combattuta in Galazia, nell'Asia Minore centrale, oggi Turchia.
I Romani, nel corso della guerra siriaca, avevano da poco sconfitto i Seleucidi nella battaglia di Magnesia. I Romani volsero quindi la loro attenzione alle tribù celtiche dei Galati stanziate in Galazia. Il console Gneo Manlio Vulsone addusse la ragione dell'invasione dicendo che fu per punire i Galati dell'aiuto offerto ai Seleucidi durante la guerra. Vulsone iniziò la campagna senza l'accordo del Senato Romano. Raggiunti dalle truppe di Pergamo, i Romani marciarono verso l'interno dell'Asia Minore e attaccarono i Galati. Li sconfissero in una battaglia sul monte Olimpo, dove fu annientato l'intero esercito dei Galati (10.000 morti e 40.000 prigionieri), e infine la vittoria definitiva fu in seguito a una battaglia contro un esercito più grande nei pressi di Ancyra, l'odierna Ankara.
Quando Manlio Vulsone ritornò a Roma fu accusato di aver minacciato la pace fra i Seleucidi e Roma. Ne fu assolto e il Senato gli concesse il trionfo.

## Fonti antiche
- Polibio, Storie
- Tito Livio, Storia di Roma, XXXVIII